# Strange Negotiations
Strange Negotiations es el segundo álbum de estudio de David Bazan, lanzado el 24 de mayo de 2011. La grabación del álbum comenzó a principios de noviembre de 2010 y fue financiado por pre-compras del mismo.
El álbum llegó al puesto #32 en el Billboard Top Rock Album.

## Lista de canciones
Todas las canciones fueron escritas por David Bazan, excepto "Eating Paper" y "Messes" (Letra por David Bazan, música por Jason Martin y David Bazan)
1. "Wolves at the Door"
2. "Level with Yourself"
3. "Future Past"
4. "People"
5. "Virginia"
6. "Eating Paper"
7. "Messes"
8. "Don't Change"
9. "Strange Negotiations"
10. "Won't Let Go"

## Recepción
El álbum fue cubierto por All Things Cosidered de NPR. The A. V. Club le dio al disco el grado "B", mientras que Paste lo puntuo en 8.4.